# Musée national du Sport
 (juillet 2014).
Le musée national du Sport, créé en 1963, est un musée français traitant du phénomène sportif dans sa globalité. Ses collections comptent plus 45 000 objets et 400 000 documents qui retracent l'histoire du sport dès ses origines. Après la fermeture du site d’exposition du 13e arrondissement de Paris en janvier 2013, le musée déménage à Nice (Alpes-Maritimes) et ouvre ses portes le 27 juin 2014 dans un nouvel espace qui lui est dédié au sein du stade Allianz Riviera.

## Du musée du Sport français au musée national du Sport

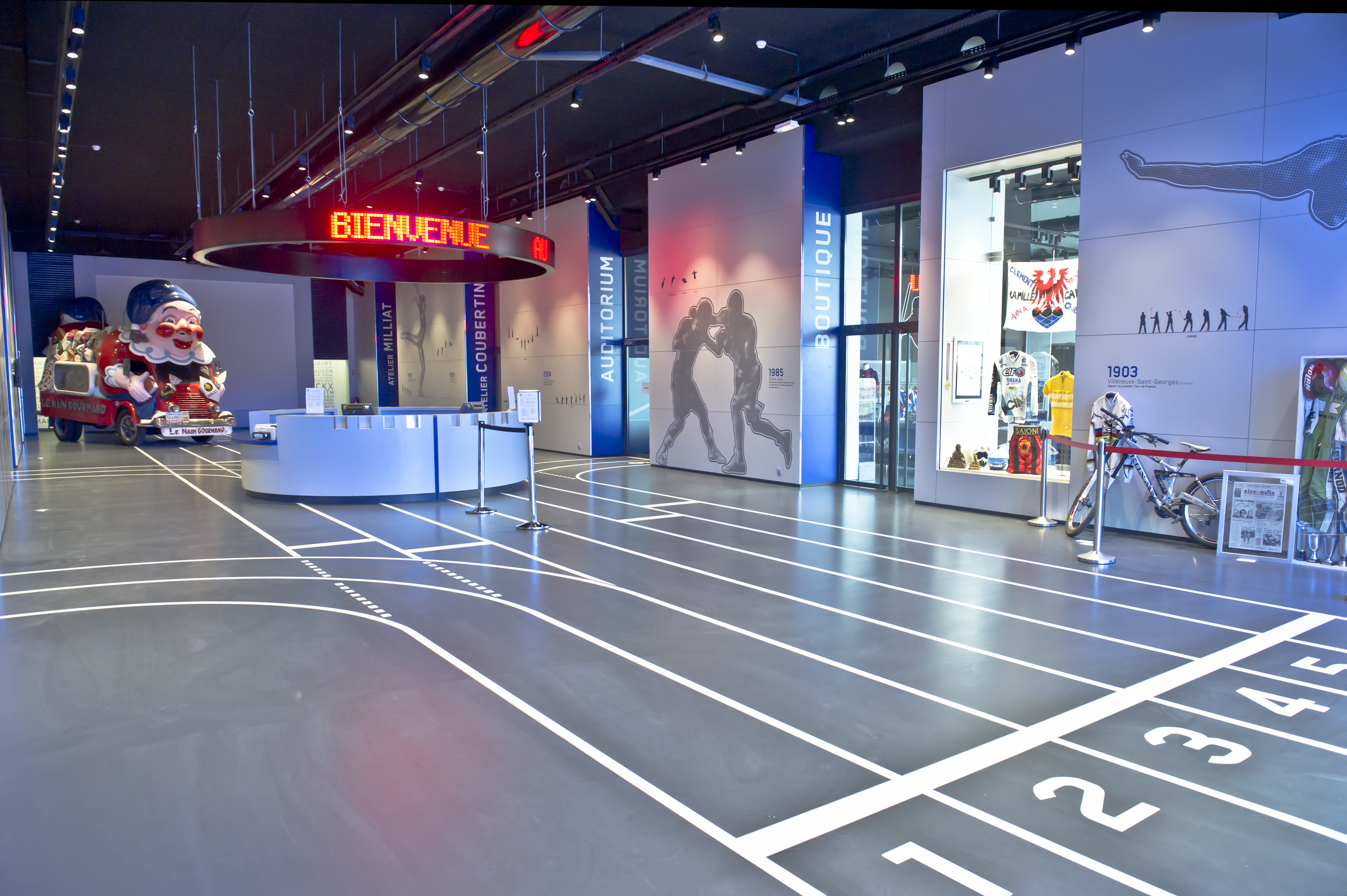
Hall d'accueil du musée national du sport en 2014.

Jean Durry est à l'origine du musée, en 1963.
Le 27 juin 2014, le musée ouvre ses portes à Nice en plein cœur du stade Allianz Riviera. Disposant d'une surface de 5 860 m2, soit 1 200 m2 d'exposition permanente et 600 m2 d'exposition temporaire, il est officiellement inauguré le 15 octobre 2014.

## Missions et Fonctionnement
Les missions et le fonctionnement du musée sont fixés par le Code des sports.

### Fonctionnement
En 2019, le journaliste Vincent Duluc succède à la haute fonctionnaire Annie Lhéritier à la présidence du musée.
Le comité d'orientation, placé auprès du président, est l'instance scientifique. Il  émet des avis sur les orientations culturelles et sur l'ensemble des activités. Il comprend douze membres au maximum, choisis en raison de leur expertise.
Le directeur général est nommé par arrêté conjoint des ministres chargés de la Culture et des Sports. Par arrêté du 20 janvier 2021. Marie Grasse est renouvelée dans ses fonctions de directrice générale du musée.

## Collections du musée national du sport

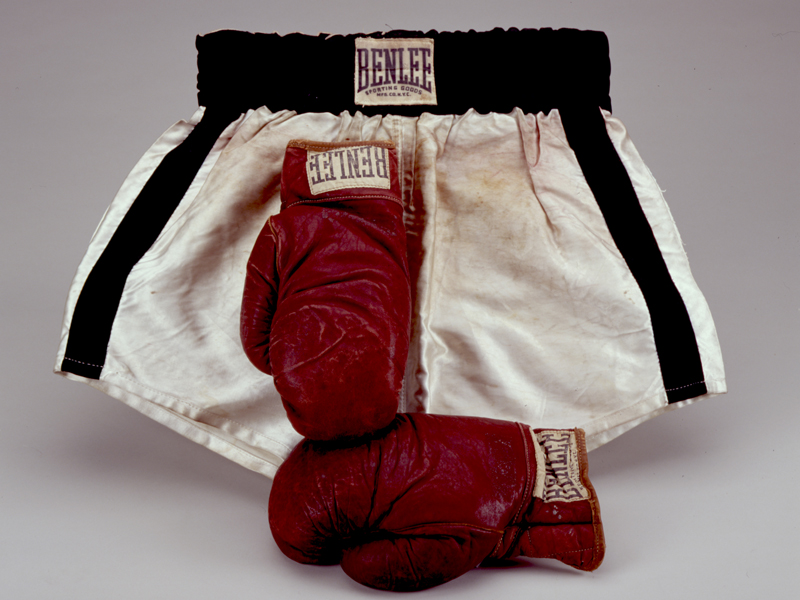
Gants et short de Marcel Cerdan Inv. 2004.20.61.

L’accroissement des collections permet de suivre en permanence l'histoire des sports, l'évolution technique des équipements, et l'étude de la place des activités sportives dans la société. Ces recherches nécessitent des études scientifiques, que le musée cherche à développer avec des universités et centres de recherches, dans le cadre de partenariats aboutissant à des expositions et à la publication régulière d’ouvrages scientifiques et de plaquettes de vulgarisation.
Les collections recouvrent ainsi :
- l'histoire des pratiques physiques et sportives ;
- l'histoire et l'évolution technique des équipements et matériels ;
- l'interprétation artistique (peinture, sculpture, gravure, estampes, arts décoratifs, philatélie, etc.), photographique et graphique des activités physiques ;
- les témoignages du phénomène sportif en tant qu'image de l'histoire des sociétés (jeux, média, économie, publicité, design, etc.) ;
- l'histoire des champions et acteurs du sport avec leurs équipements et souvenirs, etc.

Les collections du musée sont variées. Il y a ainsi peintures, sculptures, dessins, estampes, affiches, photographies, périodiques, livres, vêtements de sportifs, médailles, trophées, fonds d'archives privées, etc.

## Expositions temporaires
Le musée organise des expositions temporaires, seul ou avec des partenaires, afin de valoriser l'ensemble de ses collections et de traiter de sujets spécifiques.
Il a également proposé :
- à Nice :
  - Les Elles des Jeux du 8 novembre 2023 au 3 novembre 2024 ;
  - Victoires du 6 avril au 1er septembre 2023 ;
  - Boxe - L'appel du ring du 4 février 2022 au 3 janvier 2023 ;
  - Médias et sport du 19 mai 2021 au 2 janvier 2022[5] ;
  - Portraits d'athlètes du 25 octobre au 8 mars 2020 ;
  - 100 ans de maillot Jaune du 17 mars au 29 septembre 2019 ;
  - Raymond Depardon - Photos des Jeux Olympiques du 19 octobre 2018 au 17 février 2019 ;
  - Corps sportifs du 14 avril au 16 septembre 2018 ;
  - Jouez ! du 20 octobre 2017 au 11 mars 2018 ;
  - MoteurS ! du 29 juin 2017 au 17 septembre 2017[6] ;
  - Athlètes, carte blanche à C215 du 10 février au 21 mai 2017[7] ;
  - De Rio à Paris, d'un rêve à l'autre du 20 octobre 2016 au 15 janvier 2017 ;
  - Gooal ! Rendez-vous européen, réalisée en partenariat avec la Fédération française de football (FFF) et l'Union des associations européennes de football (UEFA), à l'occasion de l'Euro 2016 de football, du 31 mars au 18 septembre 2016[8] ;
  - Sport 2.0, quand le numérique rencontre le sport ! du 23 octobre 2015 au 28 février 2016 ;
  - En mode sport du 12 juin au 20 septembre 2015 ;
  - L’Azerbaïdjan côté sport du 13 mars au 29 mars 2015 ;
  - Sculpture Club, carte blanche à Laurent Perbos du 21 février au 17 mai 2015 ;
  - Victoires ! du 4 octobre 2014 au 3 février 2015.
- à Paris (93 avenue de France) :
  - Plus vite, plus haut, plus fort, Les Jeux Olympiques d'été d'Athènes à Londres 1896-2012 de juin à décembre 2012 ;
  - Béton hurlant, les sports de glisse urbaine de décembre 2011 à mai 2012 ;
  - Nice et la Riviera dans les collections du Musée national du sport de mi-juin à mi-septembre 2011 au Parc Phoenix à Nice ;
  - Sports, affichez-vous !, trésors de l'affiche illustrée française de 1881 à 1945 du 6 avril au 6 novembre 2011 ;
  - Allez la France ! Les footballeurs africains sont là ! du 26 mai 2010 au 12 mars 2011 à l'occasion de la première coupe du monde de football qui s'est déroulée en Afrique du Sud en 2010 ;
  - Allez les filles ! du 8 mars au 2 mai 2010 à l'occasion du centenaire de la journée internationale des femmes.

Il a également présenté :
- Cycles d’Art en 1996 à Roubaix ;
- Sport et démocratie à l’Assemblée nationale à Paris en 1998 ;
- Il était une fois le sport et Du guidon au manche à balai à Lausanne en 1997 et 1999 ;
- Maillot jaune ; cent ans de Tour de France à Châtellerault en 2003 ;
- Pierre de Coubertin et la Grèce à Athènes en 2004 ;
- Sport et design en France à Pékin en 2004 ;
- Jeux olympiques d’été, Jeux olympiques d’hiver et 30 ans de marathon en 2006 à Paris.

Le rugby et ses pratiques sont à leur tour à l’honneur en 2007. Le musée national du sport a également présenté en avril 2009 une exposition sur le thème de la course automobile, À toute vitesse. La Jamais contente de Camille Jenatzy et la Bugatti type 59/50B pilotée par Jean-Pierre Wimille ont été les vedettes de cette exposition. Entre le 3 octobre 2009 et le 24 février 2010, Zoom, le geste sportif recomposé, réalisée en collaboration avec l'Institut national du sport, de l'expertise et de la performance (INSEP), met le sport au croisement de l'art, du spectacle et de la performance, depuis les travaux sur la chronophotographie d'Étienne-Jules Marey et de Georges Demenÿ, repris par Michel Hans.
En complément, le musée est amené à prêter des objets de ses collections à d’autres musées de France, pour leurs projets culturels. Le musée national du Sport a ainsi contribué avec le musée français de la carte à jouer à l'exposition Y'a du sport au musée !, organisée au musée du jouet de Poissy du 15 octobre 2009 au 19 septembre 2010. Il a également contribué à l'exposition Allez la France ! Football et immigrations, histoires croisées au musée de l'Histoire de l'immigration, du 26 mai 2010 au 2 janvier 2011.

## Distinctions
Le musée national du Sport décerne la distinction de « Légende du Sport ». Michel Platini est primé en 2019, Marie-José Pérec en 2020,, Tony Parker en 2023 et Serge Blanco en 2024.

## Publications
- (mul) Marie-Christine Grasse (dir.), Musée national du Sport, En mode sport : [exposition, Nice, Musée national du sport, 12 juin-20 septembre 2015], Paris, Somogy Éditions d'art, mai 2015, 111 p. (ISBN 978-2-7572-0978-3)